# Dicranomyia nycteris
Dicranomyia nycteris är en tvåvingeart som beskrevs av Alexander 1927. Dicranomyia nycteris ingår i släktet Dicranomyia och familjen småharkrankar. Inga underarter finns listade i Catalogue of Life.